# NASA Astronautengroep 6
The XS-11 was de bijnaam van NASA's zesde astronautengroep, die in 1967 werd geselecteerd. Het was de tweede groep astronauten die uitsluitend uit wetenschappers bestond.
De groep bestond uit:
| Astronaut        | Aantal vluchten | Missies                                         | Status              |
| ---------------- | --------------- | ----------------------------------------------- | ------------------- |
| Joseph Allen     | 2               | STS-5, STS-51-A                                 | Pensioen 01.07.1985 |
| Philip Chapman   | 0               |                                                 | Pensioen ??.07.1972 |
| Anthony England  | 1               | STS-51-F                                        | Pensioen 31.08.1988 |
| Karl Henize      | 1               | STS-51-F                                        | Pensioen ??.04.1986 |
| Donald Holmquest | 0               |                                                 | Pensioen ??.09.1973 |
| William Lenoir   | 1               | STS-5                                           | Pensioen ??.10.1984 |
| John Llewellyn   | 0               |                                                 | Pensioen 06.09.1968 |
| Story Musgrave   | 6               | STS-6, STS-51-F, STS-33, STS-44, STS-61, STS-80 | Pensioen 02.09.1997 |
| Brian O’leary    | 0               |                                                 | Pensioen 23.04.1968 |
| Robert Parker    | 2               | STS-9, STS-35                                   | Pensioen ??.??.1993 |
| William Thornton | 2               | STS-8, STS-51-B                                 | Pensioen 31.05.1994 |